# Marie-Christine Rousset
Pour les articles homonymes, voir Rousset.
Marie-Christine Rousset, née le 16 avril 1958 à Rabat (Maroc), est une informaticienne française. Elle est professeure d’informatique à l’Université Grenoble Alpes, et membre senior de l’Institut universitaire de France (IUF) depuis 2011. Elle travaille dans le groupe SLIDE du laboratoire d'informatique de Grenoble (LIG), dans les domaines de la représentation des connaissances, de la recherche de motifs, et du Web sémantique.
Marie-Christine Rousset est membre d’honneur de l’Association française pour l'intelligence artificielle (AFIA) depuis 2005.

## Biographie
Marie-Christine Rousset est née le 16 avril 1958 à Rabat (Maroc). Elle étudie à l’École normale supérieure de Fontenay-aux-Roses, où elle obtient un diplôme en mathématiques en 1977 puis une agrégation en 1980,. Elle se reconvertit ensuite à l’informatique avec un DEA puis une thèse de troisième cycle en 1983 à l’université Paris-Sud. Elle y soutient sa thèse de doctorat sous la direction de Marie-Odile Cordier en 1988.
Marie-Christine Rousset est nommée membre junior de l’Institut Universitaire de France de 1997 à 2002, puis membre senior le 1er octobre 2011, renouvelée en 2016. Elle est également nommée membre de l’European Association for Artificial Intelligence (EurAI) et membre d’honneur de l’Association française pour l'intelligence artificielle (AFIA) en 2005,. En janvier 2011, elle est nommée membre de la section 7 du Comité National de la Recherche Scientifique.

## Publications
- Marc Ayel et Marie-Christine Rousset, La cohérence dans les bases de connaissances, 1990, 106 pages
- Yolaine Bourda, Nicolas Graner et Marie-Christine Rousset, Introduction à l'informatique théorique, Eyrolles, 1994, 214 p. (ISBN 978-2-212-01642-0), 214 pages
- (en) Alon Y. Levy et Marie-Christine Rousset, « Verification of Knowledge Bases Based on Containment Checking », Artificial Intelligence, vol. 101,‎ mai 1998, p. 227-250 (DOI 10.1016/S0004-3702(98)00021-6)
- (en) Rémi Tournaire, Jean-Marc Petit, Marie-Christine Rousset et Alexandre Termier, « Discovery of probabilistic mappings between taxonomies: principles and experiments », Journal on data semantics, vol. 15,‎ 2011, p. 66-101 (ISBN 978-3-642-22629-8)
- (en) Marie-Christine Rousset, Serge Abiteboul, Ioana Manolescu, Philippe Rigaux et Pierre Senellart, Web Data Management, Cambridge University Press, 2012

## Distinctions et récompenses
- 1996 : Best Paper Award, AAAI, pour son article Verification of Knowledge Bases Based on Containment Checking, co-écrit avec Alon Y. Levy[12]
- 2011 :  Chevalier de l'ordre national du Mérite[13]